# Kaspar Heidenreich
Kaspar Heidenreich (* um 1510 in Freiberg; † 30. Januar 1586 in Torgau) deutscher lutherischer Theologe und Reformator.

## Leben
Über seine Herkunft und seine Frühzeit ist nichts bekannt. In den Jahren 1528/29 studierte er in Wittenberg. Wohin er sich dann wandte, bleibt im Dunkeln. Erst 1540 tritt er hervor, als er Schulrektor in Sankt Joachimsthal (tschech. Jáchymov) wurde. Freilich wurde er als Lutheraner bald aus Böhmen verjagt. In Wittenberg erlangte er in der nun folgenden Zeit 1541 den Magistergrad und war Tischgenosse bei Martin Luther.
Er unterließ es nicht, Luthers Tischreden aufzuschreiben. Seine Nachschriften gehören zu den besten. Im Oktober 1543 berief ihn die Herzogin Katharina zu ihrem Hofprediger. In dieser Stellung blieb er bis 1553, als er zum Pfarrer und Superintendenten in Torgau berufen wurde.
1560 heiratete er Klara, die Tochter des Torgauer Bürgermeisters Andreas Schulze. Auf Grund der Entlassung eines Diakons 1576 wurde Heidenreich aus Rache für sein Verhalten in den damaligen religiösen Konflikten verleumdet, so dass er vor Gericht erscheinen sollte; kurz zuvor verstarb er.
Erhalten ist von ihm eine beachtliche Synodalpredigt von 1564.